# EXERD
eXERD는 (주)토마토시스템에서 개발된 이클립스 기반의 데이터베이스 모델링 도구이다. eXERD는 단독 실행과 이클립스 플러그인 형식으로 제공된다. 현재 최신 버전은 2.4.2이며, 이클립스 3.4 버전(Ganymede)에서 3.7 버전(Indigo), 4.3 버전(Kepler)에서 4.5 버전(Mars)까지 대응한다.

## 기능
- 다중 다이어그램
- 논리, 물리 이름 동시 편집
- 인라인 편집
- 관계 강조
- 자동 정렬
- 작업 메시지 공지
- 검토 및 자동 수정
- 표준 용어사전
- 도메인
- 포워드 엔지니어링
- 리버스 엔지니어링
- 컨텐트 어시스트
- 데이터베이스 및 다른 파일의 데이터 모델과 비교 / 합병
- 스크립트

## 지원 데이터베이스
- Oracle 9i, 10g, 11g, 12c
- Microsoft SQL Server 2005, 2008, 2012, 2014
- MySQL 5.1, 5.5, 5.6
- DB2 9.x
- PostgreSQL 9.x

## 역사
- 2010.08 eXERD 1.0 (Beta) - 오라클 9i, 10g, 11g 지원
- 2010.11.19 eXERD 1.1.2 (RC1) - 포워드 엔지니어링, 용어사전
- 2010.12.10 eXERD 1.1.5 (RC2) - 인쇄 기능 개선
- 2010.12.30 eXERD 1.1.7 (Stable) - 정식으로 출판된 버전
- 2011.08.26 eXERD 1.7.0 (Beta) - Microsoft SQL Server 2005 / 2008 지원
- 2012.04.16 eXERD 2.0.0 - DB2 9.x 지원, Microsoft SQL Server 2012 지원
- 2012.07.16 eXERD 2.1.0 - MySQL 5.1, 5.5 지원
- 2013.09.27 eXERD 2.3.0 - MySQL 5.6 지원
- 2013.12.19 eXERD 2.3.1 - Oracle 12c 지원
- 2014.11.26 eXERD 2.3.5 - Microsoft SQL Server 2016 지원
- 2016.02.01 eXERD 2.4.0 - PostgreSQL 9.x 지원